# Saison de ski

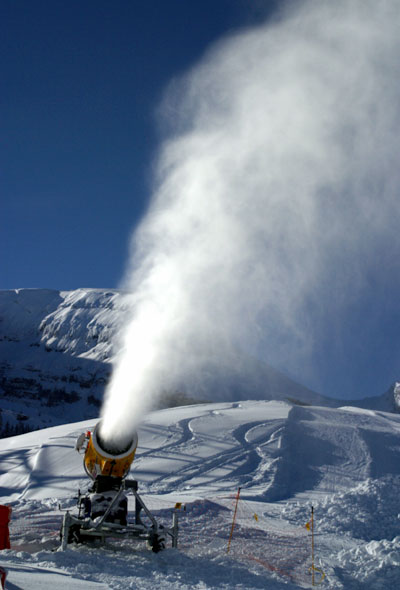
Depuis la fin des années 1950, les canons à neige servent à prolonger la période de la saison de ski dans les stations de sports d'hiver quand l'enneigement est insuffisant pour répondre à la demande, notamment pendant les périodes de vacances scolaires.

Une saison de ski est une période pendant laquelle le ski, le snowboard et d'autres sports d'hiver sont praticables dans une station de sports d'hiver. La saison correspond à la période où les infrastructures (hôtellerie, locations immobilières et de matériels), les services (écoles de ski, entretien des pistes, moyens de secours, points d'information et de vente de forfaits) ainsi que les installations (remontées mécaniques, tapis roulants) sont activés pour recevoir du public. En fonction de la latitude et de l'altitude de la station, la saison s'étend généralement du début ou du milieu de l'hiver jusqu'au milieu ou à la fin du printemps. Idéalement, la saison se termine avant le dégel.
Une saison de ski-type se déroule en trois phases, et donc en trois niveaux de prix pour les billets de remontées mécaniques :
- La basse saison, ou période creuse, au tout début et à la fin de la saison, lorsque le nombre de remontées mécaniques ouvertes est limité et que l'enneigement dans les parties basses de la montagne est généralement irrégulier.
- La moyenne saison, durant laquelle la montagne est entièrement enneigée mais où les ventes de forfaits ne sont pas suffisamment lucratives pour justifier l'ouverture de toutes les remontées mécaniques ou de tous les secteurs de la montagne.
- La haute saison, durant laquelle toutes les remontées mécaniques et la plupart des pistes, voire toutes, sont ouvertes. Ces périodes se situent généralement au plus fort de la saison ou pendant les vacances scolaires ou les jours fériés.

L'introduction de l'enneigement artificiel au moyen de canons à neige à la fin des années 1950 a révolutionné l'industrie du ski, modifiant radicalement la saison de ski pour tous les climats. Dans les années 1960, les grandes stations de ski ont commencé à investir dans les enneigeurs, mais de plus en plus de petites stations ont vu le jour grâce à la possibilité de maintenir la neige dans des endroits où elle n'était pas très fréquente naturellement. Au début des années 1970, la technologie de l'enneigement avait suffisamment progressé pour permettre l'ouverture de stations de ski dans toutes les montagnes de la côte est et du Midwest des États-Unis, dans des endroits où il tombe régulièrement moins d'un mètre de neige naturelle par an.
Au XXIe siècle, la durée de la saison hivernale et de la saison de ski a commencé à diminuer dans les stations de sport d'hiver d'Europe et d'Amérique du Nord en raison des effets du réchauffement climatique, et les stations de ski ont donc de plus en plus recours à l'enneigement artificiel, car le changement climatique réduit la durée des chutes de neige naturelle.
En Europe, la moitié de la masse glaciaire des Alpes a fondu et l'Union européenne des géosciences a évalué en 2017 que le manteau neigeux des montagnes pourrait y diminuer de 70 % d'ici 2100 (toutefois, si l'homme parvient à maintenir le réchauffement climatique en dessous de +2°C, la réduction du manteau neigeux serait limitée à 30% à la fin du siècle).
Aux États-Unis, par rapport à 2017, la durée des saisons de ski devrait diminuer de plus de 50 % d'ici à 2050 et de 80 % d'ici à 2090 si les émissions de gaz à effet de serre se poursuivent au rythme actuel. Environ la moitié des 103 stations de ski du nord-est des États-Unis exploitées en 2012 pourraient ne pas être en mesure de maintenir une saison de ski économiquement viable d'ici 2050.